# Don't Leave Home
Don't Leave Home is een nummer van de Britse zangeres Dido uit 2004. Het is de derde single van haar tweede studioalbum Life for Rent.
"Don't Leave Home" gaat over drugsverslaving. Het is geschreven en gezongen vanuit het standpunt van de drug, die "praat" tegen degene die eraan verslaafd is. De drug heeft zoveel controle over het leven van de gebruiker, dat hij daardoor niet eens zijn huis uit kan.
Het nummer werd in een aantal landen een bescheiden hit. Zo bereikte het de 25e positie in het Verenigd Koninkrijk. In de Nederlandse Top 40 kwam de plaat tot de 36e positie, terwijl het in de Vlaamse Ultratop 50 de 50e plek haalde.